# Flavoperla tobei
Flavoperla tobei és una espècie d'insecte plecòpter pertanyent a la família dels pèrlids.
En el seu estadi immadur és aquàtic i viu a l'aigua dolça, mentre que com a adult és terrestre i volador. Es troba a l'Àsia oriental: el Japó.